# Баранов Олександр Олексійович
Олександр Олексійович Баранов (нар. 1928, РРФСР, СРСР — 2003, місто Москва, Росія) — радянський державний і комсомольський діяч, журналіст, головний редактор газети «Социалистическая индустрия». Член Центральної Ревізійної комісії КПРС у 1986—1990 роках. Доктор економічних наук (1980), професор (1984).

## Життєпис
Трудову діяльність розпочав у 1947 році старшим піонервожатим в школі.
У 1949—1953 роках — секретар комітету ВЛКСМ тресту «Ленжитлобуд», інструктор, 2-й секретар, 1-й секретар Кіровського районного комітету ВЛКСМ міста Ленінграда.
У 1950 році закінчив Ленінградський державний педагогічний інститут імені Герцена.
Член ВКП(б) з 1951 року.
З 1953 року — секретар Ленінградського обласного комітету ВЛКСМ.
У 1960 році закінчив Академію суспільних наук при ЦК КПРС.
У 1960—1961 роках — керівник лекторської групи Ленінградського міського комітету КПРС.
У 1961—1963 роках — інструктор відділу пропаганди і агітації ЦК КПРС по союзних республіках.
У 1963—1971 роках — помічник секретаря ЦК КПРС Михайла Соломенцева.
У 1971—1972 роках — помічник голови Ради міністрів Російської РФСР Михайла Соломенцева. У 1972—1986 роках — завідувач секретаріату голови Ради міністрів Російської РФСР Михайла Соломенцева.
У 1986—1990 роках — головний редактор газети «Социалистическая индустрия».
З 1990 року — персональний пенсіонер у Москві.
Помер 2003 року. Похований в Москві на Новодівочому цвинтарі.

## Нагороди і звання
- два ордени Трудового Червоного Прапора
- ордени
- медалі